# الدورة (عكار)
الدورة هي قرية لبنانية من قرى قضاء عكار في محافظة الشمال.
تبعد الدورة حوالي 137 كلم عن بيروت عاصمة لبنان. ترتفع حوالي 680 م إلى 1000 م عن سطح البحر، وتمتد على مساحة تُقدَّر بـ 701 هكتاراً (7.01 كلم²).
تتبع بلدة الدورة لاتحاد بلديات الجومة الذي يتالف من 16 بلدة مقره الرئيسي في بلدة بينو. يتراوح عدد سكانها حوالي ثمانية آلاف نسمة يقترع منهم ما يقارب الألف منتخب موزعين على ثمانية عشر عائلة.
يحد الدورة من الشمال والشمال الشرقي بلدة عكار العتيقة، وجنوباً نهر الأسطوان، غرباً بلدتي بينو وعيات. تمتاز البلدة بموقعها الجغرافي المميز عن باقي البلدات في عكار، إذ باستطاعة الواقف على تلالها رؤية سوريا ومرفأ طرابلس والمنية. كما تمتاز بمناخها البارد شتاءً والمعتدل صيفاً.
ينبع منها نحو عشرون نبع ماء، وهي بلدة متنوعة النسيج الديني وفيها من المسيحيين والمسلمين، يوجد فيها ثلاث مساجد ومصلى وكنيسة.\
يتألف مجلسها البلدي من اثنا عشر عضوا بينهم رئيس البلدية، اضافتا إلى مختارين واعضائهما. يعتمد أبناء البلدة في حياتهم على الزراعة الموسمية، حيث تشتهر بزراعة الزيتون والتفاح واللوز والخضار، إضافة إلى التحاق ابنائهم بالسلك العسكري وموظفي الدولة إضافة إلى ابنائهم المغتربين المتواجدين في مختلف انحاء العالم (الخليج العربي، أستراليا، البرازيل، فرنسا، ألمانيا، وغيرها).
المدارس: عدد المدارس 1 المدارس الرسمية 1 المدارس الخاصة غير متوفر التلاميذ المسجلين في المدارس: نحو 500 تلميذ موزعين على مدرسة البلدة الرسمية والمدارس الخاصة في البلدات المجاورة. تفتخر البلدة بأبنائها من رجال الدين، ورجال الأعمال، المحامين والدكاترة، الاساتذة وبدون استثناء أحد من مثقفيها، رغم ان عدد سكانها قليل والظروف الاقتصادية الصعبة إلا أنها تعتبر من البلدات المميزة التي يتطلع أبناؤها للمستقبل عبر تحصيلاتهم العلمية وحبهم للعلم والمعرفة.